# Gottfried Greiner
Gottfried Greiner (* 21. Dezember 1922 in Augsburg; † 3. Dezember 2009 in Mannheim) war ein deutscher Jurist und Offizier, der bereits im Zweiten Weltkrieg diente und zuletzt Generalmajor der Bundeswehr war. Er war Divisionskommandeur der 7. Panzerdivision und Befehlshaber des Territorialkommandos Süd. Nach seiner aktiven Dienstzeit erwarb er sich Verdienste in der Clausewitz-Gesellschaft und im Verband der Reservisten der Deutschen Bundeswehr.

## Leben

### Wehrmacht
Greiner stammte aus Augsburg in Schwaben. Er besuchte ein humanistisches Gymnasium und trat während des Zweiten Weltkriegs im Oktober 1940 in das Heer der Wehrmacht ein. Er diente im Infanterie-Ersatz-Bataillon 61 in München (Wehrkreis VII) und absolvierte den Offizierbewerberlehrgang beim Infanterie-Ersatz-Bataillon 7, das als Sicherungstruppe in Saint-Avold im besetzten Frankreich fungierte. Im Mai 1941 wurde er Gruppenführer im  Infanterieregiment 61, das zuvor ins besetzte Polen verlegt worden war. 1941/42 durchlief er den 8. Offizieranwärterlehrgang an der Infanterieschule für Fahnenjunker in Potsdam-Bornstedt. 
Danach war er Ausbildungsoffizier im Infanterie-Ersatz-Bataillon in München. Er wurde an der Front verwendet und im Februar 1942 zum Leutnant befördert. Im März 1942 wurde er Zugführer im neu aufgestellten Infanterie-Regiment 542, dann aber verwundet und in ein Lazarett verbracht. Nach der Genesung wurde er im Januar 1943 erneut als Ausbildungsoffizier verwendet.
Im August 1943 kam er zur Panzer-Ersatz- und Ausbildungs-Abteilung 35 nach Bamberg, wo er auf Panzer umgeschult wurde. Es folgte die Verwendung in der abgeteilten Reserve-Panzer-Abteilung 35 und in der Führerreserve bei der Heeresgruppe Mitte, die seinerzeit von Oberst Günther Blumentritt geführt worden war. Im August 1944 wurde er zum Panzer-Regiment 35 zur besonderen Verwendung versetzt, wo er dann als Adjutant, Begleit- und Ordonnanzoffizier bei der 4. Panzerdivision unter Generalleutnant Clemens Betzel verpflichtet wurde. Im Mai 1945 geriet der Oberleutnant in britische Kriegsgefangenschaft.

### Studium und  Beruf
Nach dem Zweiten Weltkrieg studierte Greiner von 1948 bis 1951 Rechtswissenschaften an der Georg-August-Universität Göttingen und der Ludwig-Maximilians-Universität München. Er legte beide juristischen Staatsexamina (1951, 1954) ab, absolvierte das Referendariat in München und wurde 1953 an der Rechts- und staatswissenschaftlichen Fakultät der Universität Göttingen mit der Dissertation Enteignung, Aufopferungsanspruch und Sozialisierung nach neuem deutschen Verfassungsrecht zum Dr. jur. promoviert.
Von 1954 bis 1956 war er Regierungsassessor bzw. -rat im Bayerischen Staatsministerium des Innern in München.

### Bundeswehr
Beförderungen
- 1956 Hauptmann
- 1958 Major
- 1965 Oberstleutnant
- 1969 Oberst
- 1973 Brigadegeneral
- 1978 Generalmajor

Im Jahre 1956 trat er als Hauptmann in die Panzertruppe des Heeres der Bundeswehr ein und absolvierte den 2. Truppenlehrerlehrgang an der Panzertruppenschule (PzTrS) in Munster-Lager. Von 1956 bis 1958 war er Kompaniechef im Panzerbataillon 5 in Koblenz. 1957/58 nahm er am Lehrgang der US-Panzertruppenschule (US Army Armor Center) in Fort Knox in Kentucky/USA teil.
1958/59 war er S1 an der Heeresoffizierschule III in München. 1959/60 absolvierte er den 3. Generalstabslehrgang (H) an der Führungsakademie der Bundeswehr in Hamburg. Von 1961 bis 1964 war er Generalstabsoffizier im HQ Allied Land Forces Central Europe (LANDCENT) in Fontainebleau in Frankreich. 1964/65 folgte der Generalstabslehrgang an der Studiengruppe Heer der FüAkBw. Von 1965 bis 1967 war er Lehrstabsoffizier Truppenführung und Hörsaalleiter Abteilung Heer an der Führungsakademie der Bundeswehr. 1967 wurde er Chef des Stabes der 2. Panzergrenadierdivision in Marburg. Von 1969 bis 1971 war er Heeresadjutant und Stabsoffizier beim Generalinspekteur der Bundeswehr, General Ulrich de Maizière, in Bonn. Von 1971 bis 1973 war er Kommandeur der Jägerbrigade 10 in Weiden.
Von 1973 bis 1978 war er Direktor der Ausbildung, Lehre und Forschung an der FüAkBw. Von 1978 bis 1980 war er Kommandeur der 7. Panzerdivision in Unna und von 1980 bis 1983 Befehlshaber des Territorialkommandos Süd in Heidelberg, als solcher er für Hessen, Rheinland-Pfalz, Saarland, Baden-Württemberg und Bayern zuständig war. Als Generalmajor trat er 1983 in den Ruhestand.
Danach leistete er noch Wehrübungen als militärischer Leiter eines Gesamtverteidigungslehrganges an der FüAkBw.

## Sonstiges
Greiner war nach Dienstzeitende als kooptiertes Präsidiumsmitglied des Verbandes der Reservisten der Deutschen Bundeswehr (VdRBw) „Beauftragter für die militärische Förderung“. Er unterstützte beim Aufbau des „Wartime Host Nation Support“-Programms und entwickelte die Weiterbildung von Reserveoffizieren weiter. Von 1994 bis 2000 war er Sprecher des Beirats der Clausewitz-Gesellschaft. Er war u. a. für sechs Jahre verantwortlich für die Organisation und Durchführung der Kolloquien der Gesellschaft.
Er veröffentlichte u. a. in Militärfachzeitschriften wie Wehrwissenschaftliche Rundschau und Wehrkunde.

## Familie
Greiner war evangelisch und verheiratet.

## Auszeichnungen
- 1977: Bundesverdienstkreuz 1. Klasse
- 1982: Großes Bundesverdienstkreuz
- 1983: Legion of Merit (Officer)
- 1999: Goldene Ehrennadel der Clausewitz-Gesellschaft[8]
- 2000: Clausewitz-Medaille der Clausewitz-Gesellschaft[9]
- Goldenes Ehrenzeichen des Verbandes der Reservisten der Deutschen Bundeswehr[6]

## Schriften (Auswahl)
- Das Verhältnis von Politik und Militär in der Ausbildung der höheren Führungskräfte im NATO-Bereich. In: Clausewitz-Gesellschaft (Hrsg.): Freiheit ohne Krieg?. Beiträge zur Strategie-Diskussion der Gegenwart im Spiegel der Theorie von Carl von Clausewitz. Mit einem Vorwort von Ulrich de Maizière, Dümmler, Bonn 1980, ISBN 3-427-82051-3, S. 301 ff.
- Heimatschutz – das veränderte Kriegsbild. In: Johannes Gerber, Manfred Kühr (Hrsg.): Landkriegsführung. Operation, Taktik, Logistik, Mittel. Supplement, Biblio-Verlag, Bissendorf 2004, ISBN 3-7648-2377-1, S. 125 ff.